# 長谷川巧 (サッカー選手)
長谷川 巧（はせがわ たくみ、1998年10月6日 - ）は、新潟県新潟市西区出身のプロサッカー選手。Jリーグ・ブラウブリッツ秋田所属。ポジションはディフェンダー（DF）。

## 来歴
アルビレックス新潟下部組織出身。アルビレックス新潟U-18に所属した2015年および2016年にはトップチームに2種登録されており、天皇杯やJリーグカップにも出場した。
2017年からトップチームに昇格したが、リーグ戦では出場機会が得られず、2018年7月よりザスパクサツ群馬へ育成型期限付き移籍、2019年から2020年にはツエーゲン金沢へ期限付き移籍した。
金沢へ加入した2019年にはリーグ戦27試合に出場したものの、8月31日の鹿児島ユナイテッドFC戦にて全治8か月の負傷により離脱した。2020年は7月15日のジェフユナイテッド千葉戦で復帰し、以降31試合に出場した。また、7月26日のザスパクサツ群馬戦ではリーグ戦で初得点を決めた。
2021年から新潟へ復帰したが、復帰直後の2月のトレーニング中に負傷、左膝前十字靭帯損傷で全治8ヶ月の診断を受けた。2022年シーズンは出場機会は少なかったが、新潟の元監督であり長谷川の金沢時代の監督でもある柳下正明は、ケガの多さを指摘しつつも「魅力的なプレーをするから、これからも楽しみ」とのコメントを残している。2023年1月7日、前年度から残留を続ける選手の中では一番最後のタイミングで契約更新を果たした。この年の夏頃から、右サイドハーフでプレーする機会も増加した。
2025年、ブラウブリッツ秋田に完全移籍で加入した。

## 所属クラブ
- 東青山FC Jr（新潟市立東青山小学校）
- 2011年 - 2013年 アルビレックス新潟U-15（新潟市立小針中学校）
- 2014年 - 2016年 アルビレックス新潟U-18 (開志学園高等学校)
  - 2015年5月 - 2016年  アルビレックス新潟 (2種登録選手)
- 2017年 - 2024年  アルビレックス新潟
  - 2018年7月 - 同年12月  ザスパクサツ群馬（育成型期限付き移籍）
  - 2019年 - 2020年  ツエーゲン金沢（期限付き移籍）
- 2025年 - ブラウブリッツ秋田

## 個人成績
| 国内大会個人成績 | 国内大会個人成績 | 国内大会個人成績 | 国内大会個人成績 | 国内大会個人成績 | 国内大会個人成績 | 国内大会個人成績 | 国内大会個人成績 | 国内大会個人成績 | 国内大会個人成績 | 国内大会個人成績 | 国内大会個人成績 |
| 年度             | クラブ           | 背番号           | リーグ           | リーグ戦         | リーグ戦         | リーグ杯         | リーグ杯         | オープン杯       | オープン杯       | 期間通算         | 期間通算         |
| 年度             | クラブ           | 背番号           | リーグ           | 出場             | 得点             | 出場             | 得点             | 出場             | 得点             | 出場             | 得点             |
| 日本             | 日本             | 日本             | 日本             | リーグ戦         | リーグ戦         | リーグ杯         | リーグ杯         | 天皇杯           | 天皇杯           | 期間通算         | 期間通算         |
| ---------------- | ---------------- | ---------------- | ---------------- | ---------------- | ---------------- | ---------------- | ---------------- | ---------------- | ---------------- | ---------------- | ---------------- |
| 2015             | 新潟             | 33               | J1               | 0                | 0                | 0                | 0                | 2                | 0                | 2                | 0                |
| 2016             | 新潟             | 30               | J1               | 0                | 0                | 1                | 0                | 1                | 0                | 2                | 0                |
| 2017             | 新潟             | 25               | J1               | 0                | 0                | 4                | 0                | 1                | 0                | 5                | 0                |
| 2018             | 新潟             | 25               | J2               | 0                | 0                | 2                | 0                | 1                | 0                | 3                | 0                |
| 2018             | 群馬             | 28               | J3               | 3                | 0                | -                | -                | -                | -                | 3                | 0                |
| 2019             | 金沢             | 24               | J2               | 27               | 0                | -                | -                | 1                | 0                | 28               | 0                |
| 2020             | 金沢             | 24               | J2               | 31               | 1                | -                | -                | -                | -                | 31               | 1                |
| 2021             | 新潟             | 32               | J2               | 5                | 0                | -                | -                | 0                | 0                | 5                | 0                |
| 2022             | 新潟             | 32               | J2               | 9                | 0                | -                | -                | 1                | 0                | 10               | 0                |
| 2023             | 新潟             | 32               | J1               | 10               | 0                | 4                | 0                | 3                | 1                | 17               | 1                |
| 2024             | 新潟             | 32               | J1               | 6                | 0                | 4                | 1                | 1                | 0                | 11               | 1                |
| 2025             | 秋田             | 32               | J2               |                  |                  |                  |                  |                  |                  |                  |                  |
| 通算             | 日本             | 日本             | J1               | 16               | 0                | 13               | 1                | 8                | 1                | 37               | 2                |
| 通算             | 日本             | 日本             | J2               | 72               | 1                | 2                | 0                | 3                | 0                | 77               | 1                |
| 通算             | 日本             | 日本             | J3               | 3                | 0                | -                | -                | -                | -                | 3                | 0                |
| 総通算           | 総通算           | 総通算           | 総通算           | 91               | 1                | 15               | 1                | 11               | 1                | 117              | 3                |

- 2015年、2016年は2種登録選手

出場歴
- 公式戦初出場 - 2015年9月9日 天皇杯2回戦 ブラウブリッツ秋田戦（デンカビッグスワンスタジアム）
- Jリーグ初出場 - 2018年8月25日 J3第20節 FC東京U-23戦（味の素フィールド西が丘）
- Jリーグ初得点 - 2020年7月26日 J2第7節 ザスパクサツ群馬戦（正田醤油スタジアム群馬）

## タイトル

### クラブ
アルビレックス新潟
- J2リーグ：1回（2022年）

## 代表歴
- 2015年 U-17日本代表、U-18日本代表
- 2016年 U-18日本代表、U-19日本代表
- 2017年 U-20日本代表候補